# ボルジア家の毒薬
『ボルジア家の毒薬』（ボルジアけのどくやく、Lucrèce Borgia）は、1953年公開のフランス-イタリア合作映画。クリスチャン＝ジャックが監督を務めた。

## キャスト
- ルクレチア[1] - マルティーヌ・キャロル
- チエザーレ・ボルジア - ペドロ・アルメンダリス： ルクレチアの同腹の兄。ローマ教皇アレクサンデル6世の庶子。
- アラゴン公（イタリア語版） - マッシモ・セラート（イタリア語版）： ルクレチアの2番目の政略結婚の相手。ナポリ王アルフォンソ2世の庶子。
- ジュリア・ファルネーゼ - ヴァランティーヌ・テシエ： ローマ教皇アレクサンデル6世の愛妾の1人。
- ドン・ミケロット（イタリア語版） - アルノルド・フォア（イタリア語版）： チエザーレの腹心の部下。
- ベロトオ - モーリス・ロネ：小姓。ルクレチアの恩人だが、チエザーレの刃に倒される。
- パオロ - クリスチャン・マルカン：馬丁を務める美青年の兵士。ルクレチアの危機を救い関係を持つが、チエザーレの刃に倒される。
- ジヤン・スフオルザ（イタリア語版） - ジル・ケアン（フランス語版）：ルクレチアの最初の政略結婚の相手だったが、離婚させられる。